# 2023年夏季ユニバーシアード
2023年夏季ワールドユニバーシティゲームズ (英語: 32nd Summer Universiade, XXXII Summer World University Games 2023) は、2023年8月8日から8月19日まで、ロシアのエカテリンブルクで開催される予定の、第32回夏季ユニバーシアード。しかしロシアのウクライナ侵攻を受けFISUは無期限延期。さらに2021WUGの再延期により開催が不可能に

## 実施競技
夏季ユニバーシアードの必須競技である15競技、および追加で3競技が実施される予定。
- アーチェリー（詳細）
- 体操（詳細）
- 陸上競技（詳細）
- バスケットボール（詳細）
- 飛込（詳細）
- フェンシング（詳細）
- サッカー（詳細）
- 柔道（詳細）
- 新体操（詳細）
- 競泳（詳細）
- 卓球（詳細）
- テコンドー（詳細）
- テニス（詳細）
- バレーボール（詳細）
- 水球（詳細）

- ボクシング（詳細）
- 7人制ラグビー（詳細）
- サンボ（詳細）